# 남의 나라 살아요 - 선 넘은 패밀리
《남의 나라 살아요 - 선 넘은 패밀리》는 채널A에서 방송 중인 대한민국의 텔레비전 토크 쇼다.

## 진행자
- 안정환
- 이혜원
- 유세윤
- 송진우

## 같이 보기
- 비정상회담
- 러브 인 아시아
- 삼청동 외할머니
- 헬로! 이방인
- 글로벌 아빠 찾아 삼만리
- 다문화 고부 열전
- 미녀들의 수다
- 이웃집 찰스
- 글로벌 남편백서 내편, 남편
- 어서와~ 한국은 처음이지?
- 대한외국인